# Mizuho Aimoto
Mizuho Aimoto (愛本 みずほ, Aimoto Mizuho, nascuda el 29 de novembre) en Higashinari-ku, Prefectura d'Osaka, Japó és una mangaka japonesa.

## Treballs
- ABO no Tenshi-tachi"
- Kare to Kanojo no yesterday"
- Konna ni Kimi wo I LOVE YOU"
- Ashita kitto anata ni
- Tenshi ni naritai
- Kiss Kiss Kiss
- Dousoukai
- Half boiled angel"
- "Hanagonomi byouin no hitobito"
- Kanashii kibun DE shitsuren club"
- Tenshi ni naritai Hina no nurse nisshi
- Yukiko

## Informació personal
- Tipus de sang A
- El seu signe del zodíac és Sagitari
- El seu color favorit és el groc
- Sa persona favorita és Katori Shingo de la banda musical jovenil SMAP
- Ses pel·lícules favorites les d'Alfred Hitchcock
- Dibuixants favorits: Fumiko Takano i Charles M Schultz
- Artista favorit Norman Rockwell
- Assignatures favorites a l'escola: Física i geologia
- Feliç i riallera, ràpid temperament
- No li agraden les cogombres, els impostos i els terminis límits